# Тикем
Тикем (фр. Tikem) — деревня и супрефектура в Чаде, расположенная на территории региона Восточное Майо-Кеби. Входит в состав департамента Монт-д’Илли.

## Географическое положение
Деревня находится в юго-западной части Чада, на северо-западном берегу озера Тикем, на высоте 305 метров над уровнем моря.
Населённый пункт расположен на расстоянии приблизительно 250 километров к югу от столицы страны Нджамены.

## Население
По данным официальной переписи 2009 года численность населения Тикема составляла 55 930 человек (26 227 мужчин и 29 703 женщины). Население супрефектуры по возрастному диапазону распределилось следующим образом: 52,5 % — жители младше 15 лет, 42 % — между 15 и 59 годами и 5,5 % — в возрасте 60 лет и старше.

## Транспорт
Ближайший аэропорт расположен в городе Фианга.